# Ulica Karola Miarki w Siemianowicach Śląskich
Ulica Karola Miarki – ulica w Siemianowicach Śląskich o długości około 190 metrów, położona w dzielnicy Centrum, na terenach historycznej gminy Huta Laura. Łączy ona od zachodu ulicę. M. Kopernika z ulicą św. Floriana od wschodu. Charakterystycznym elementem ulicy jest zabudowa z początku XX wieku, tworząca zwarty kwartał kamienic i w całości wpisana jest ona do gminnej ewidencji zabytków.

## Historia i architektura

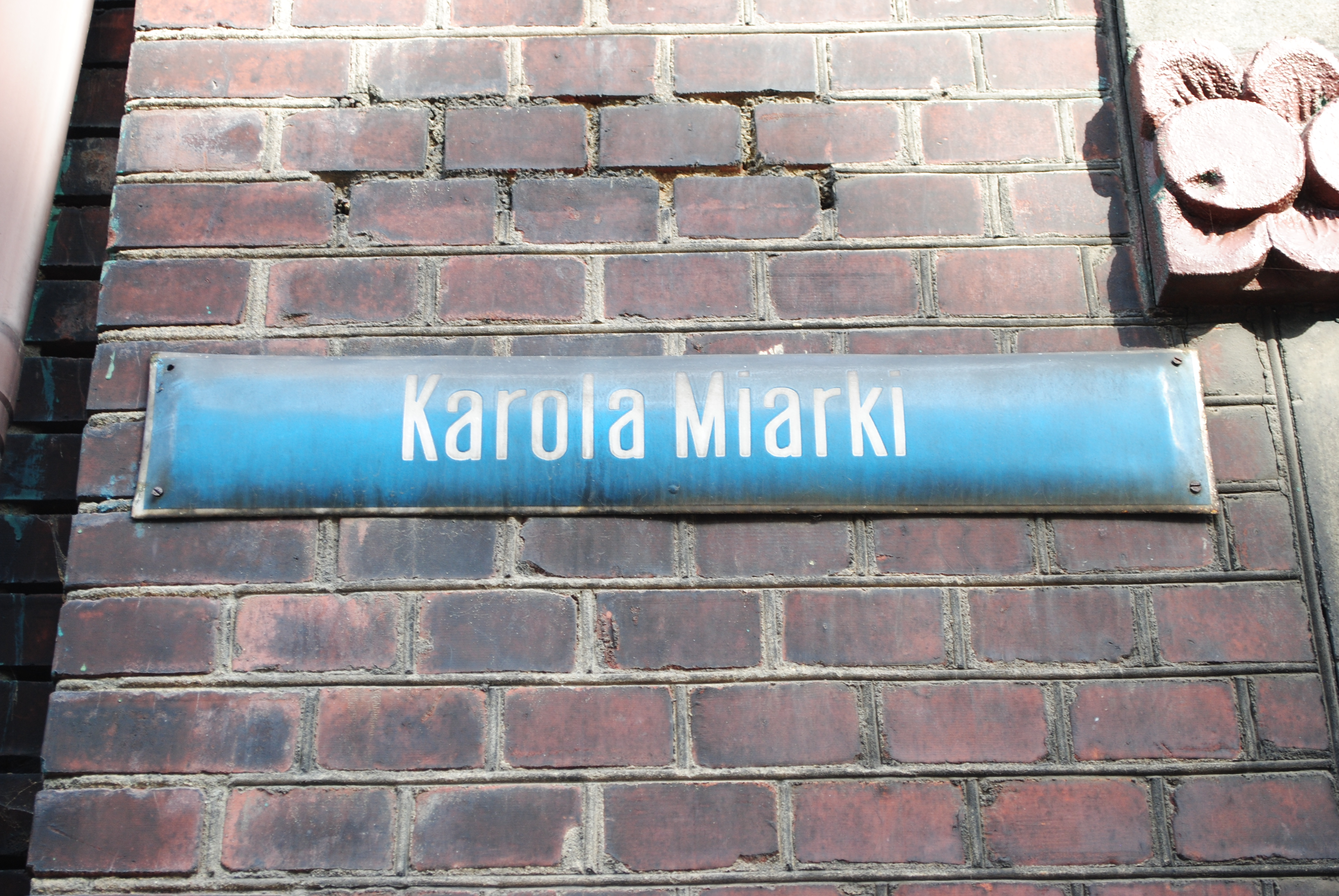
Tabliczka z nazwą ulicy

Obecna ulica K. Miarki została wytyczona na terenie historycznej kolonii Neu Berlin, położonej w dawnej gminie Huta Laura. Na mapach wydanych w 1883 i 1901 roku ulica ta kończy się na wysokości dzisiejszego skrzyżowania z ulicą J. Ligonia. Ulica w latach przedwojennych nosiła nazwę Wehowskistrasse. Nazwa pochodzi od nazwiska założyciela laurahuckiej gazowni powstałej na zapleczu kolonii Hugo w 1869 roku. W okresie Polski Ludowej ulica ta nosiła swoją obecną nazwę. W 2004 roku przy ulicy K. Miarki mieszkało 359 osób, zaś w 2014 roku było ich 261, co stanowi spadek o 27,3%.
Zabudowa przy ulicy K. Miarki powstała w latach 1903–1905. Tworzy ona wraz z ulicą św. Floriana i ulicą J. III Sobieskiego kwartał zwartej zabudowy czynszowej. Wszystkie istniejące do dziś kamienice są wpisane do gminnej ewidencji zabytków. Są to budynki przy ul. K. Miarki: 1, 2, 3, 4, 5, 6, 7, 8, 9, 10, 11, 12, 13, 14 i 15. Zabudowa jest zarówno własnością gminy, jak i też część budynków jest pod przymusowym zarządem gminy.

## Charakterystyka

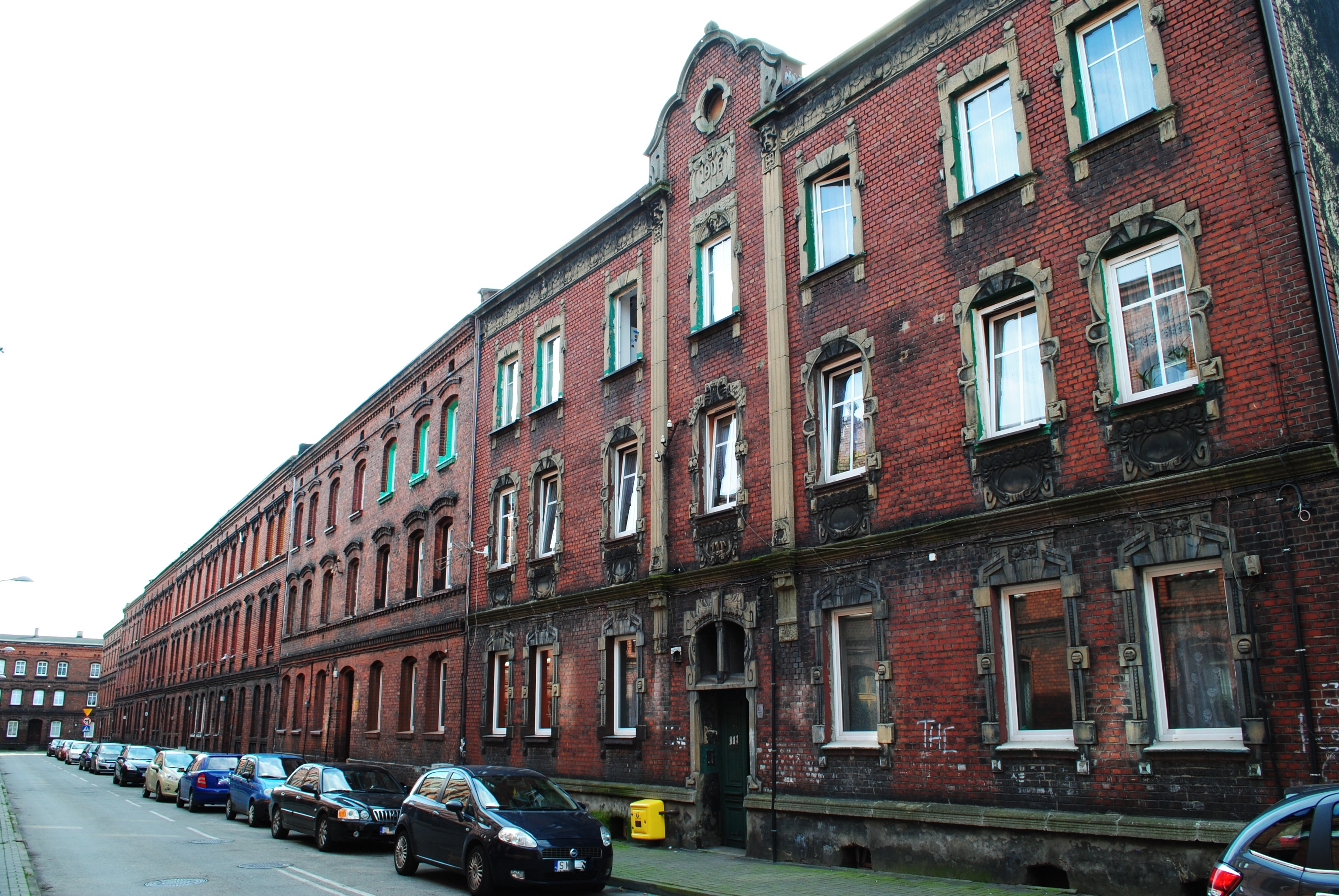
Południowa pierzeja ulicy K. Miarki

Ulica Karola Miarki znajduje się w środkowej części Siemianowic Śląskich i na całej długości biegnie przez dzielnicę Centrum. Ulica ta jest drogą gminną i systemie TERYT widnieje ona pod numerem 12674. Kod pocztowy dla wszystkich adresów przy ulicy to 41-100.
Numeracja budynków w północnej pierzei ulicy (numery 1-8) rośnie od strony wschodniej, zaś południowej od strony zachodniej (numery 9-15). Ulica K. Miarki od wschodniej strony krzyżuje się z ulicą św. Floriana. Stamtąd kieruje się na zachód, gdzie kończy się na skrzyżowaniu z ulicą M. Kopernika. Po drodze, po południowej stronie krzyżuje się z ulica. J. Ligonia. Łączna długość ulicy wynosi około 190 m.
Ulicą nie kursują pojazdy transportu miejskiego. Najbliższy przystanek autobusowo-tramwajowy ZTM znajduje się przy placu P. Skargi (Siemianowice Plac Skargi), natomiast przy nieodległej ulicy Hutniczej mieści się przystanek autobusowy Siemianowice Hutnicza [nż]. 
Wierni rzymskokatoliccy mieszkający przy ulicy K. Miarki przynależą do parafii św. Antoniego z Padwy.
W systemie REGON pod koniec października 2021 roku przy ulicy K. Miarki zarejestrowanych były łącznie 10 aktywnych podmiotów gospodarczych różnego typu. Spośród nich, są to następujące podmioty: zakład pogrzebowy (ul. K. Miarki 4a), firmy budowlane (ul. K. Miarki 6 i 15), biuro rachunkowe (ul. K. Miarki 12) i wspólnota mieszkaniowa (ul. K. Miarki 15).